# Урнунгаль
Урнунгаль (шум. ur-dnun-gal ; «Почитатель великого князя») или Урлугаль (шум. mur-lugal; «Почитатель царя») — правитель (эн) шумерского города Урука, правил в XXVII веке до н. э. Шестой представитель I династии Урука.
И в «Царском списке» (где он назван Урнунгалем) и в «Туммальской надписи» (где он назван Урлугалем), двух источниках упоминающих Урнунгаля, этот царь представлен как сын и преемник Гильгамеша. Так же как и его отец, Урлугаль упоминается в качестве строителя святилища Туммаля в Ниппуре.
Второй раз Туммаль был разрушен,
 Гильгамеш построил Нумунбурру, Дом Энлиля,

Урлугаль, сын Гильгамеша, сделал Туммаль выдающимся,
 привёл Нинлиль в Туммаль…
Согласно «Шумерскому царскому списку», Урнунгаль правил 30 лет.
| I династия Урука          |                                    |                       |
| Предшественник: Гильгамеш | правитель Урука XXVII век до н. э. | Преемник: Утулькалама |